# خیرالنسا
خیرالنساء (۱۲۷۰–۱۳۶۷): یک سرگذشت داستان کوتاهی است از قاسم هاشمی‌نژاد. این کتاب در سال ۱۳۷۲ توسط انتشارات کتاب ایران به چاپ رسید.

## داستان
قاسم هاشمی‌نژاد با این کتاب قصد کرده‌است داستان زندگی مادربزرگ خود - خیرالنساء هاشمی‌نژاد - را در پوششی رازآمیز بازگوید. خیرالنساء سرگذشتی است نوستالژیک با بن‌مایهٔ عرفانی، در فراق روزگاران و رسوم منسوخ‌شده، با نثری حساب‌شده که آرایه‌های کهنه‌نما سنگینش نکرده‌است. داستانی است بر مبنای راز نهان و علم غیب به شکل رئالیسم جادویی. روستای پنهان در دل جنگل‌های شمال، که صحنهٔ رویدادهای داستان است، زمینه را برای ماجرای افسانه‌گونه‌ای که در فضای وحی می‌گذرد، آماده می‌کند: طبق سنت کهن مردم طبرستان، پسرک نابالغ سپیدپوش اول هر ماه برگ سبزی به خانه می‌آورد. آمدن پسرک اما در حال و هوایی وهمی صورت می‌گیرد. او با خود جلد تیماجی می‌آورد. از آن پس دردی در سر خیرالنساء جای می‌گیرد که او را توانا می‌کند به مداوای دیگران، «که درد امتحانی بود به صبر، علامتی بود به اقبال عشق». زنی می‌شود صاحب‌کرامت، آوازه‌اش در شهر می‌پیچید: «حکیمی دست شفاست، بهره‌ور از کتابی نادره». بیماران از همه‌سو به سراغش می‌آیند. در شناخت داروها و مداوای بیماران معجزه می‌کند، حتی از غیب مأمور به مداوا می‌شود. اما او هم مصائب و زندگی خاص خود را دارد، در درمان درد خود و افراد خانواده‌اش ناتوان است.
با تغییر زمانه، رسوخ جلوه‌های تجدد و منسوخ شدن آداب و رسوم کهن، خیرالنساء نیز از طبابت منع می‌شود. تا این‌که روزی کودک سپیدپوش می‌آید، جلد تیماج را برمی‌دارد و می‌رود: «یک‌باره درد، مثل عطری کهنه، از سرش پرید،... دانست وقتش فراز آمد». درد، که همواره با اوست، درد دانستن و زندگی است و چون می‌رود، مرگ فرامی‌رسد.

## نمونه‌ای از نثر کتاب
ناگهانی اتاق پر شد از شعاع شمسهٔ سرزده؛ پرتوی نیلی که در خلال آن رگه‌های طلا می‌خلید و، با آن، بوی عالمی گل و گیا به دماغش زد. یا روشنا معطّر بود یا عطر از جنس نورانی. هرچه بود، به مشامش آشنا می‌نشست و خوش. نفس بلندی کشید؛ عطر نورآگین را یک‌دمه بلعید.

## پی‌نوشت
1. ↑  عابدینی، «گزارشی از ادبیات داستانی در…»، مجلهٔ کلک، ۷۵.
2. ↑  عابدینی، «گزارشی از ادبیات داستانی در…»، مجلهٔ کلک، ۷۵.
3. ↑  عابدینی، «گزارشی از ادبیات داستانی در…»، مجلهٔ کلک، ۷۵.